# ولسوالی قندوز
ولسوالی قندوز یکی از ۷ ولسوالی ولایت کندز، به مرکزیت قندوز در شمال افغانستان است. قندوز از ولسوالی‌های درجه اول ولایت کندز بوده، با ۳۷۴٬۷۴۶ نفر جمعیت در سال ۱۳۹۹، پر جمعیت‌ترین ولسوالی ولایت کندز می‌باشد.
ولسوالی قندوز از شمال با ولسوالی امام صاحب، از جنوب با ولسوالی علی‌آباد، از جنوب غرب با ولسوالی چهاردره، از شرق با ولسوالی خان‌آباد، از شمال غرب با ولسوالی قلعه ذال و از شمال شرق با ولسوالی دشت ارچی محدود می‌باشد.